# Sächsische Bäckerfachschule Dresden-Helmsdorf
Die Sächsische Bäckerfachschule Dresden-Helmsdorf e. V. (Akademie Deutsches Bäckerhandwerk Sachsen e.V.) ist eine Bildungseinrichtung des sächsischen Bäckerhandwerks in Dresden. Sie wurde 1937 in Helmsdorf bei Stolpen östlich der Landeshauptstadt gegründet und ist historisch gesehen die zweite Schule ihrer Art in Deutschland. Als einzige ostdeutsche Fachschule des Bäckerhandwerks ist sie auf dem Gebiet der beruflichen Weiterbildung aktiv. Träger ist der Landesinnungsverband Saxonia des Bäckerhandwerks Sachsen.

## Standort
Die Sächsische Bäckerfachschule befindet sich nördlich des Dresdner Stadtzentrums im Stadtteil Albertstadt. Sie steht an der Clemens-Müller-Straße in einem unter dem Namen „Industriegelände“ bekannten Gebiet. Ihr Standort liegt verkehrsgünstig nahe der Bahnstrecke Dresden–Görlitz und der Bundesstraße 97. In unmittelbarer Nachbarschaft steht das Berufsbildungszentrum der Handwerkskammer Dresden. Die Bäckerfachschule nutzt deren Einrichtungen wie die Mensa und das Wohnheim mit.

## Lehr- und  Studiengänge

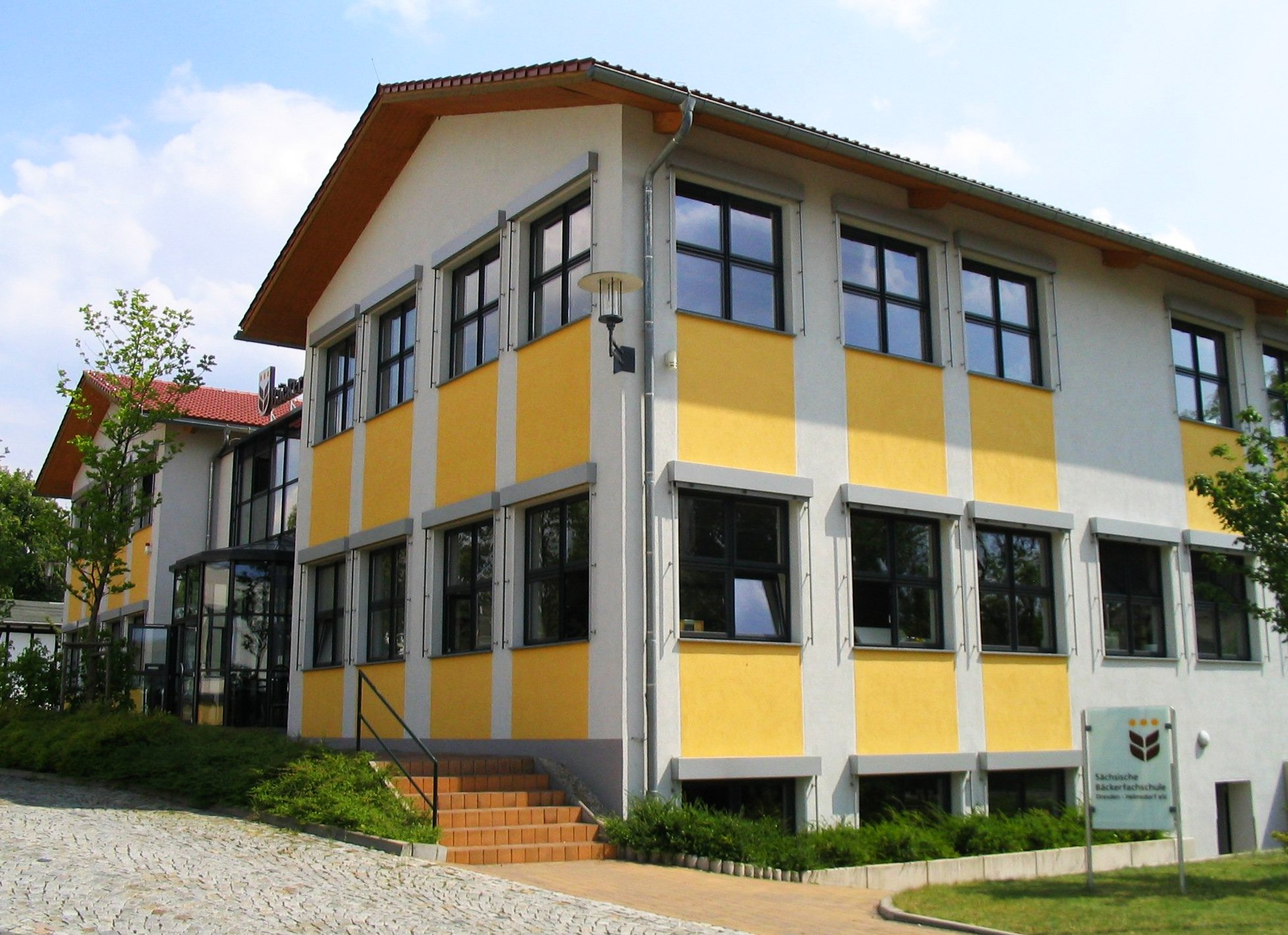
Neubau der Sächsischen Bäckerfachschule Dresden-Helmsdorf e. V. in der Dresdner Albertstadt

Das Weiterbildungsangebot der Sächsischen Bäckerfachschule ist speziell auf die Bedürfnisse von handwerklichen Betrieben ausgerichtet und umfasst:
- Meisterstudienkurse
- Überbetriebliche Lehrunterweisung	für Azubis
- Ausbildereignungskurse
- Vielfältige Studiengänge und Seminare

## Ausstattung
Die Sächsische Bäckerfachschule verfügt über ein Labor zur Mehluntersuchung. Neben den Lehrräumen für theoretischen Unterricht gehören drei Backstuben und ein Computerkabinett zur Ausstattung.

## Geschichte

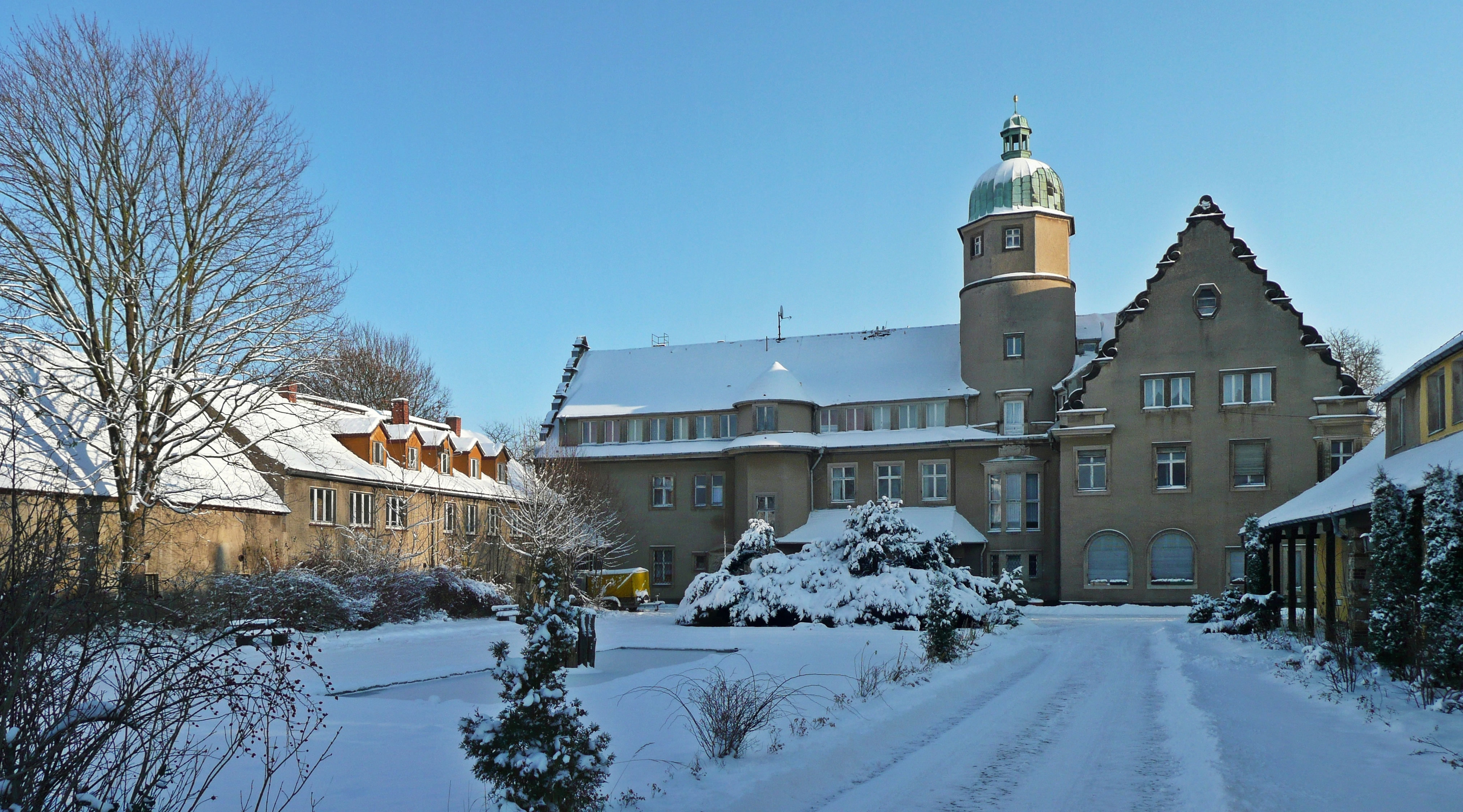
Schloss Helmsdorf bei Stolpen, ehemaliger Sitz der Bäckerfachschule

Die Gründung der Sächsischen Bäckerfachschule Dresden-Helmsdorf e. V. im Jahre 1937 durch den Landesinnungsverband des Bäckerhandwerks Sachsen erfolgte in politisch und wirtschaftlich schwierigen Zeiten. Durch die zunehmende Konkurrenz von industriellen Backbetrieben sah sich das Bäckerhandwerk gezwungen, die Aus- und Weiterbildung der Mitarbeiter in den handwerklichen Bäckereien zu verbessern. Dies erkannten auch die sächsischen Bäcker und schufen in Helmsdorf in der Sächsischen Schweiz eine Meisterschule samt Erholungsheim. Das alte Schloss mit seinen historischen Räumen war wie geschaffen für diese Einrichtung.
Während des Zweiten Weltkrieges und später in der Zeit der DDR war die Sächsische Bäckerfachschule in Helmsdorf die bekannteste Ausbildungsstätte für Bäckermeister im Osten Deutschlands. Nach der Wiedervereinigung übernahm im Jahre 1990 der wiedergegründete Landesinnungsverband Saxonia des Bäckerhandwerks Sachsen die Verantwortung für die traditionsreiche Bäckerfachschule. Ende der 1990er Jahre wurden die Ausbildungs- und Unterrichtsräume jedoch zu klein und man sah sich nach Alternativen um. Das unter Denkmalschutz stehende Schlossgebäude konnte nur bedingt den neuen pädagogischen und technologischen Anforderungen angepasst werden und so entschlossen sich die Verantwortlichen zu einem Neubau in Dresden. Am 6. Oktober 1999 konnte der Schulneubau in der Albertstadt in Dresden eingeweiht werden, der 2006 um einen Anbau erweitert wurde. Die Investitionssumme betrug 6,7 Millionen DM. Seit 2008 ist die Bäckerfachschule eine der führenden Ausbildungsstätten der Akademie Deutsches Bäckerhandwerk (ADB).